# 2010年臺北國際花卉博覽會
25°04′17″N 121°31′19″E / 25.07136°N 121.52182°E
2010臺北國際花卉博覽會，簡稱臺北花博、臺北國際花博，2010年11月6日至2011年4月25日間於中華民國台北市舉行的國際博覽會，是台灣第一個正式獲得國際園藝家協會及國際展覽局認證授權舉辦的A2/B1級國際園藝博覽會，也是台灣歷史上第三次大型博覽會。臺北花博總費用為95.1億，是史上第一個同時在市中心、公園、水岸邊設有水岸入口的博覽會。其展期結束後，部分展區改為常設繼續開放參觀，並更名為花博公園。

## 申辦過程
臺北市政府與台灣區花卉發展協會於2006年4月，在義大利熱內亞舉辦的國際園藝家協會（AIPH）春季會議提出申辦國際園藝博覽會的意願，經審查後大會一致通過申請提案，並於2006年11月正式發函審查通過。台北是繼日本大阪（1990）、中國昆明（1999）、日本淡路島（2000）、日本濱名湖（2004）、中國瀋陽及泰國清邁（均為2006）之後，亞洲第七個經AIPH授權認證舉辦國際園藝博覽會的城市。臺北市政府於2007年正式著手準備舉辦2010年國際花博會，在2年多的緊迫時間內能如期如質舉辦如此大規模之國際性博覽會實屬不易，然而卻也締造國際間前所未有的讚賞，在展期間共有896萬3666人次入園參觀畫下完美句點。
另外，台北、北京方面分別以中華民國、中華人民共和國名義參展，且會場同時懸掛中華民國國旗及中華人民共和國國旗，是在兩岸分治之後，極為少見的情形。

## 理念象徵

2010年臺北國際花卉博覽會吉祥物:花精靈

### 會徽
由五個人形花瓣組合而成，結合傳統水袖舞蹈與臺灣的驕傲蘭花，以人體的韻律勾勒花心、花蕊和花瓣，線條則展現出流水的律動感，符合此次臺北國際花博主題。而紅、橙、藍、綠、紫五種國際用色代表的是五大洲。

### 主題
「彩花、流水、新視界」「River、Flower、New Horizon」

### 吉祥物
花卉精靈與春、夏、秋、冬的季節精靈，名字左至右為 百兒、小葵、蘭兒、小球、小鬱，以樂團組合象徵四季的調和與共譜大地樂章的概念。
『花博吉祥物原創設計師：李鎧安（自然光設計 KN Creative design 設計總監）』

### 舉行理念
- 理念一：表現園藝、科技與環保之技術精華
- 理念二：達成減碳排放及3R（Reduce、Reuse、Recycle）之環保目標
- 理念三：結合文化與藝術之綠色生活

### 形象代言人
- 臺灣知名模特兒林志玲為第一位為花博宣傳的藝人，出席多場花博的宣傳記者會和活動。
- 臺灣知名女子團體S.H.E（並獻唱熱力花博主題曲《SHERO》、《SHERO Remix》[3]）
- 臺灣搖滾男歌手伍佰重新獻唱《你是我的花朵》，表達支持花博的心意，並代言徵求「i花博創意手勢」。
- 臺灣知名男歌手周杰倫為花博代言創作了《好久不見》，MV中展現了台北的景點風景，並和機器人香草寶貝在記者會上同台跳舞。
- 花博形象機器人香草寶貝7月中將前往上海世博為花博宣傳。
- 臺灣台語天后江蕙為了宣傳花博，特別在最新的專輯《當時欲嫁》封面設計成粉色系的花朵形象，融入了滿滿幸福的花嫁感。
- 臺灣知名樂團五月天，將其知名單曲《離開地球表面》改編為繽紛花博版本。
- 臺灣氣質影星桂綸鎂前往日本宣傳台北花博—美麗的力量。
- 香港形象影星房祖名應臺北市長郝龍斌的邀請在香港當地為花博站台。

### 主題曲
- 2010臺北國際花卉博覽會創作冠軍曲 - 《我飛》，由花博舉辦之《花聲什麼事》主題曲創作大賽，「傻酷Cool Silly」榮獲冠軍，詞曲全部由團員所寫，並為花博代言人/宣傳大使
- 2010有網友為花博量身打造主題曲 - 《台北綻》，已於youtube網站作發表
- 2010臺北國際花卉博覽會指定主題曲-《SHERO》，由擔任熱力花博親善大使的S.H.E演唱，五月天阿信填詞與製作[4]
- 2010臺北國際花卉博覽會指定曲-《美麗的力量》，由擔任花博親善大使的林志玲演唱，林志玲填詞，宋念宇（小宇）作曲、編曲、打鼓，歌曲製作人為蘇見信（信）
- 2010臺北國際花卉博覽會粵語歌曲《臺灣好好玩》，HotCha演唱，甄健強填詞，陳光榮作曲、編曲、監製。

## 園區概要
園區總面積為91.8公頃，相當於大安森林公園總面積的3.5倍，大同區面積的五分之一。分為圓山公園（20.8公頃）、美術公園（7.9公頃）、新生公園（15.1公頃）和大佳河濱公園（48公頃）四區。

### 圓山公園區

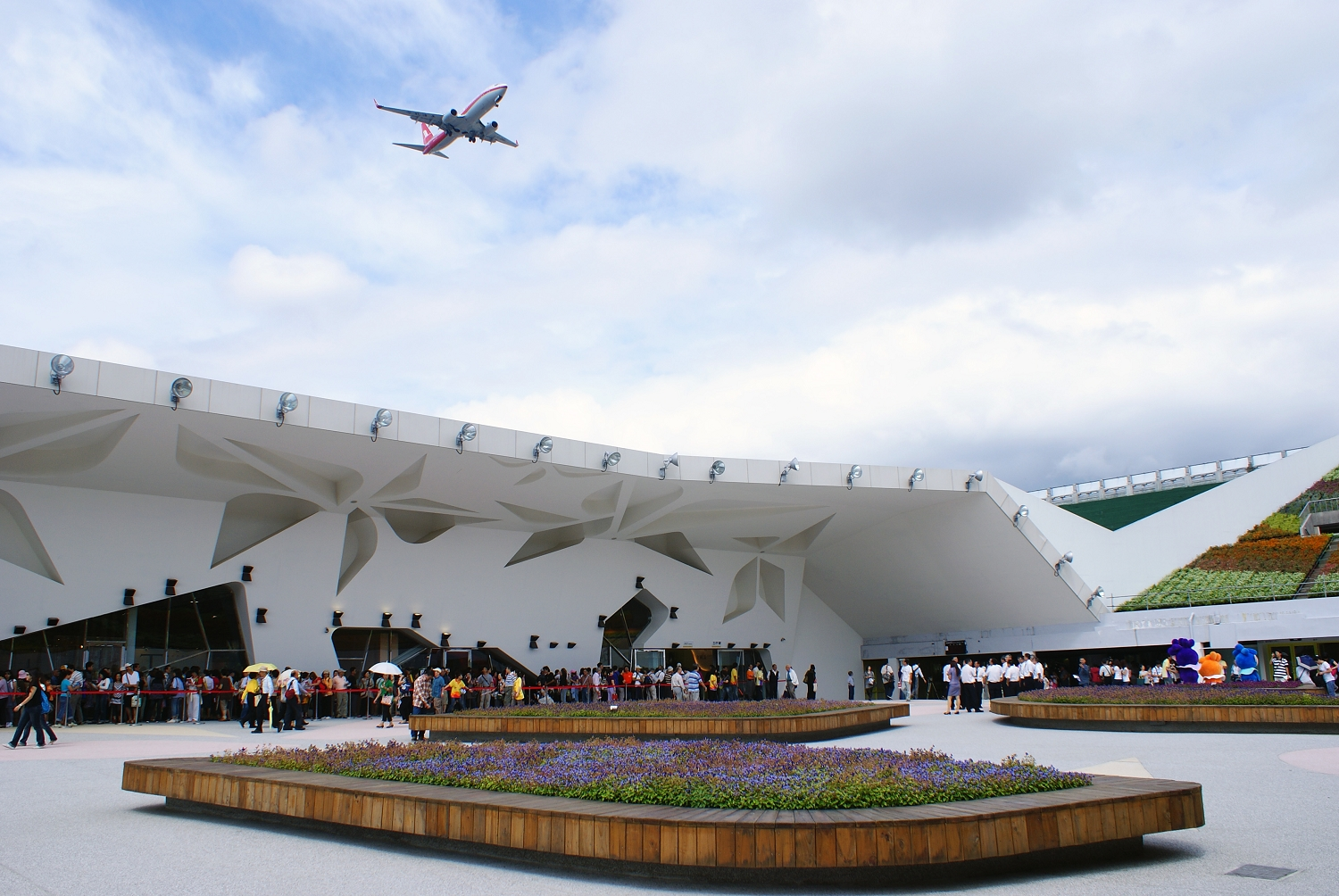
爭豔館

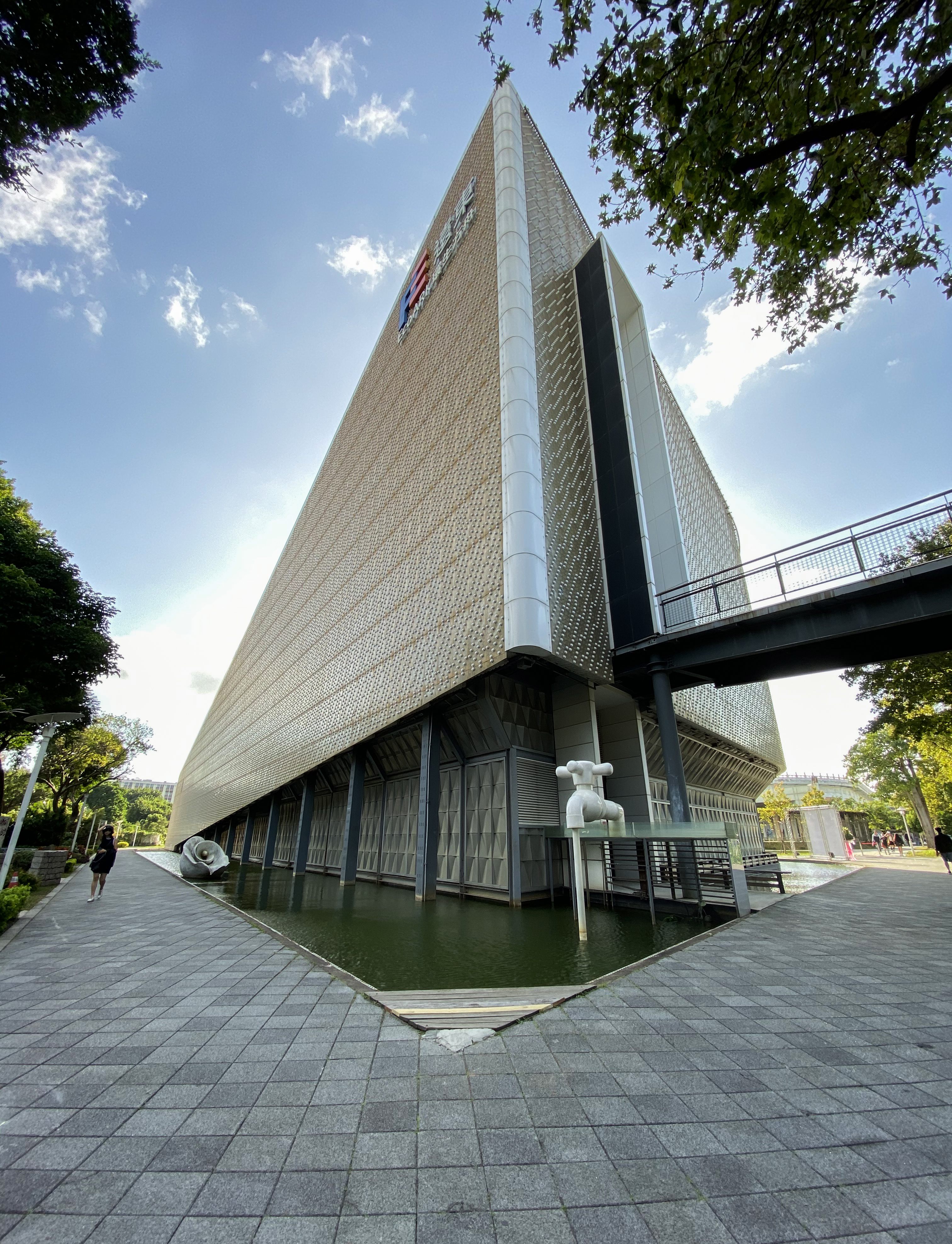
流行館

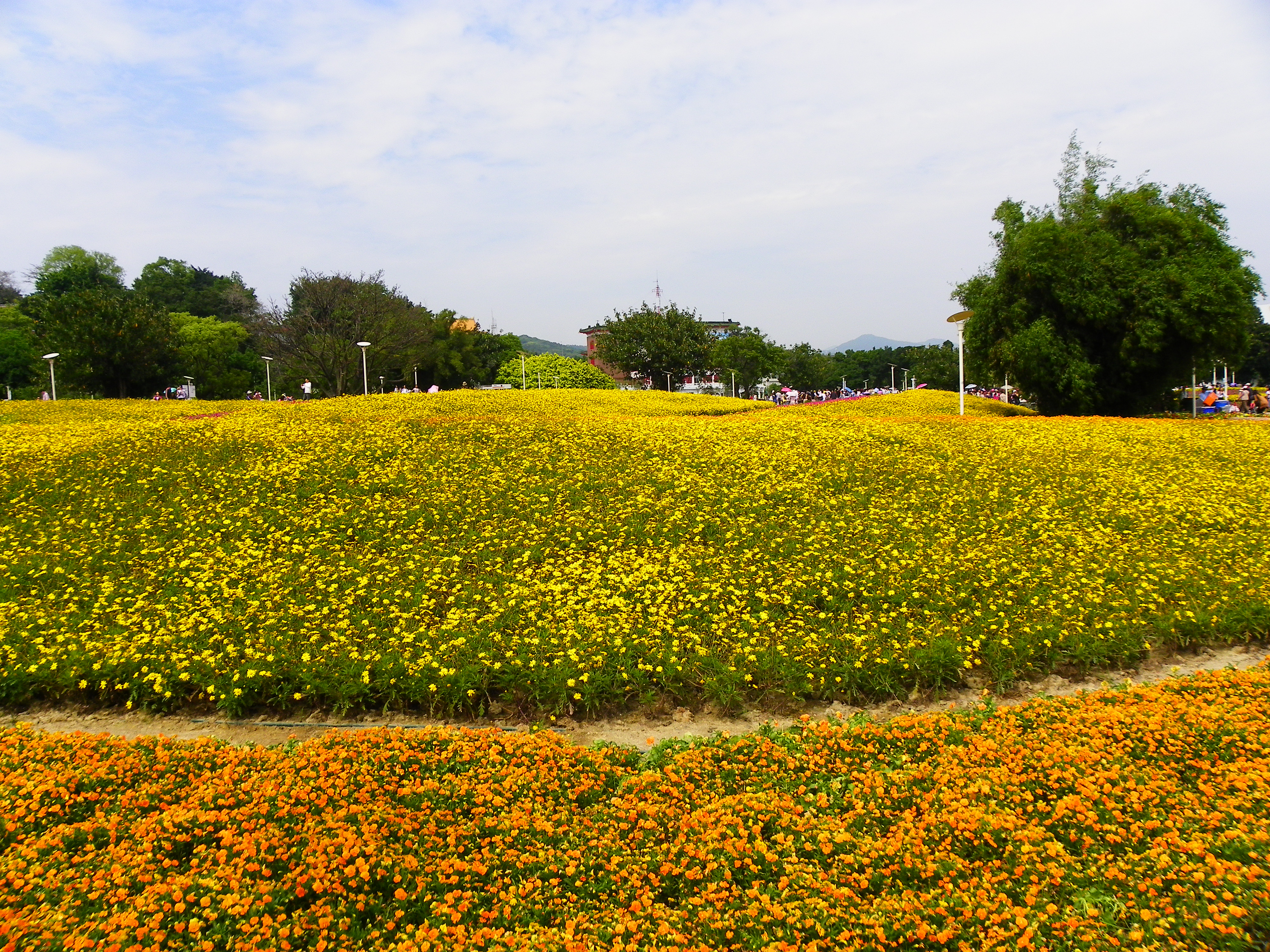
地景花海區

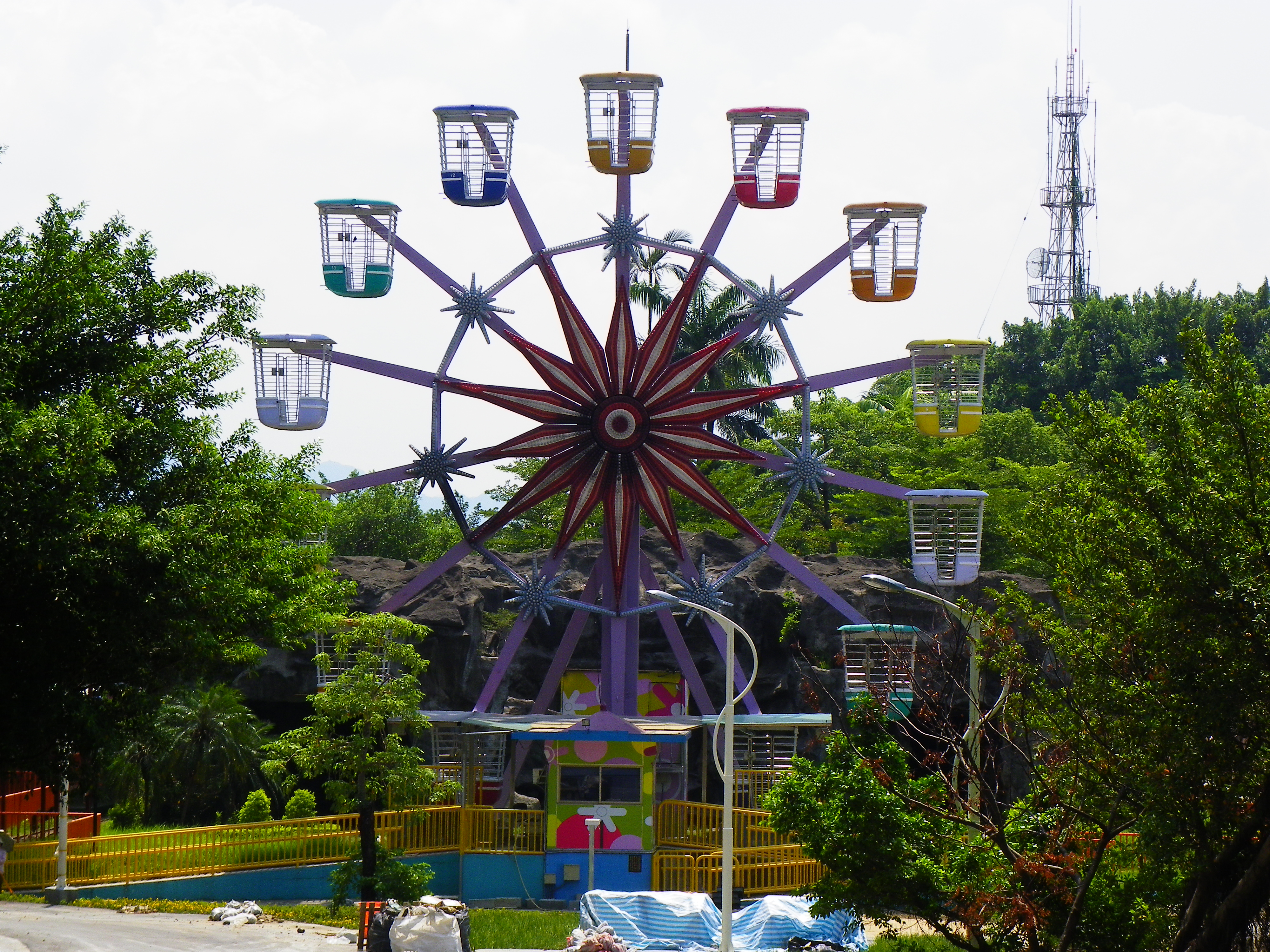
兒童育樂中心

園山公園區，位於花博園區最西側，鄰近臺北捷運圓山站，共配置四個主題分區，分別是競區、現區、花區、樂區，設置兩座出入口和兩座公車捷運站點，是四大展區中面積第二大者，重點場館有流行館、真相館。

#### 競區
以競賽為主題，藉由流行館和爭艷館表現出百花爭艷的意象，展現花卉的各種姿態。本主題區共設置了八座廁所、一間餐廳、一座醫療中心、一座服務台、一間哺乳室、一間外幣兌換處。

##### 展館
- 流行館

- - 主題口號：花新時尚
  - 展館類別：文化藝術特色
- 爭艷館

- - 主題口號：競花藝術
  - 展館類別：花卉園藝實力

##### 景觀
- 七道彩虹：原中山足球场2-3楼观赛台一部分，位于争艳馆出入口对面上方，每月更换不同花种。 固定时间有自动浇灌系统浇水。[5]

#### 現區
以展現、發現花卉為主題，位置位於圓山出入口與連接美術公園區的花博行人路橋間的入場大道上，引領遊客發現、探索花卉之美。

##### 特殊設施
- 圓山出入口
- 花博行人陸橋

#### 花區
以地景花海為主題，搭配精緻花卉區、國外花卉特展區、造型花牆區和果樹園區，以簡單的線條營造花海的景觀。本主題區設置了一座園內公車捷運車站。

##### 園藝景觀
- 地景花海區
- 精緻花卉區
- 國外花卉特展區
- 果樹園區

##### 特殊設施
- 圓山交通廣場

#### 樂區
本主題區位於圓山公園區北側，原為兒童育樂中心所在，利用園內原有的三座展館，打造多媒體、文化體驗、環境保護的知性育樂主題區。本主題區共設置了十三座廁所、三間餐廳、一座醫療中心、一座服務台、兩間哺乳室。

##### 展館
- 名人館
  - 主題口號：名人花藝
  - 展館類別：文化藝術特色
- 文化館
  - 主題口號：傳統藝術
  - 展館類別：文化藝術特色
- 真相館
  - 主題口號：面對地球的真相
  - 展館類別：環境生態關懷

##### 特殊設施
- 百藝廣場
- 兒育出入口
- 兒育

### 美術公園區

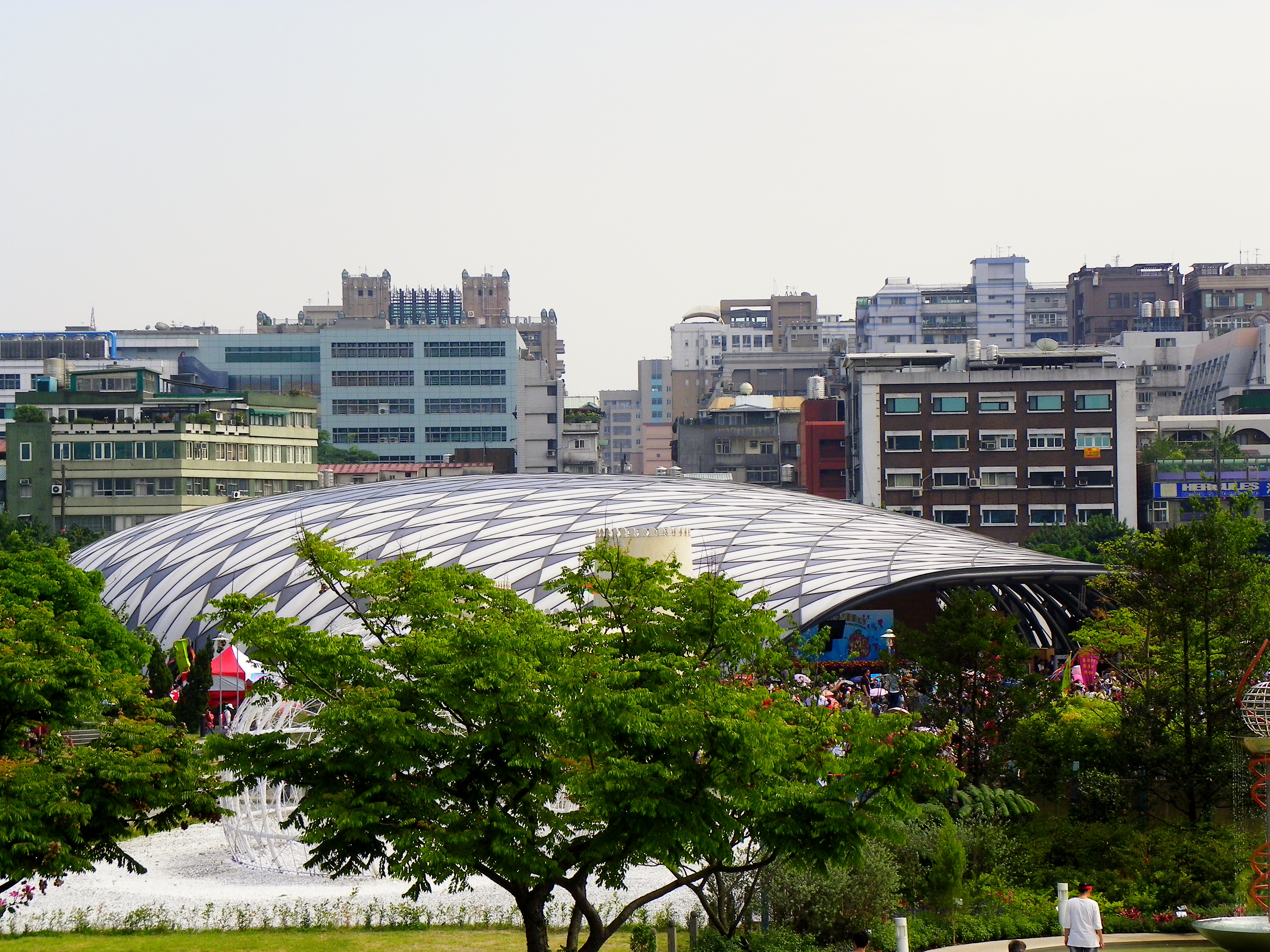
舞蝶館

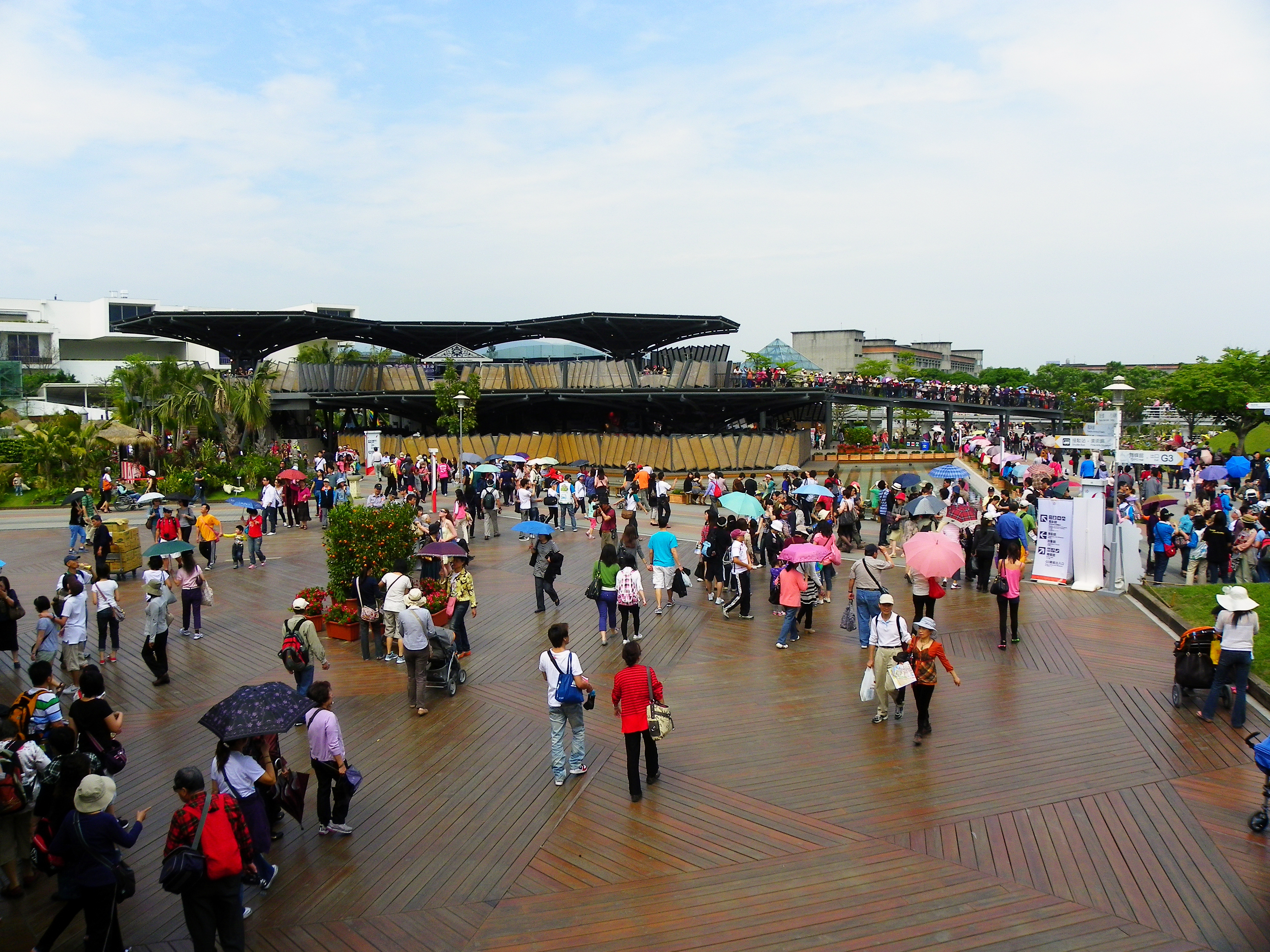
風味館

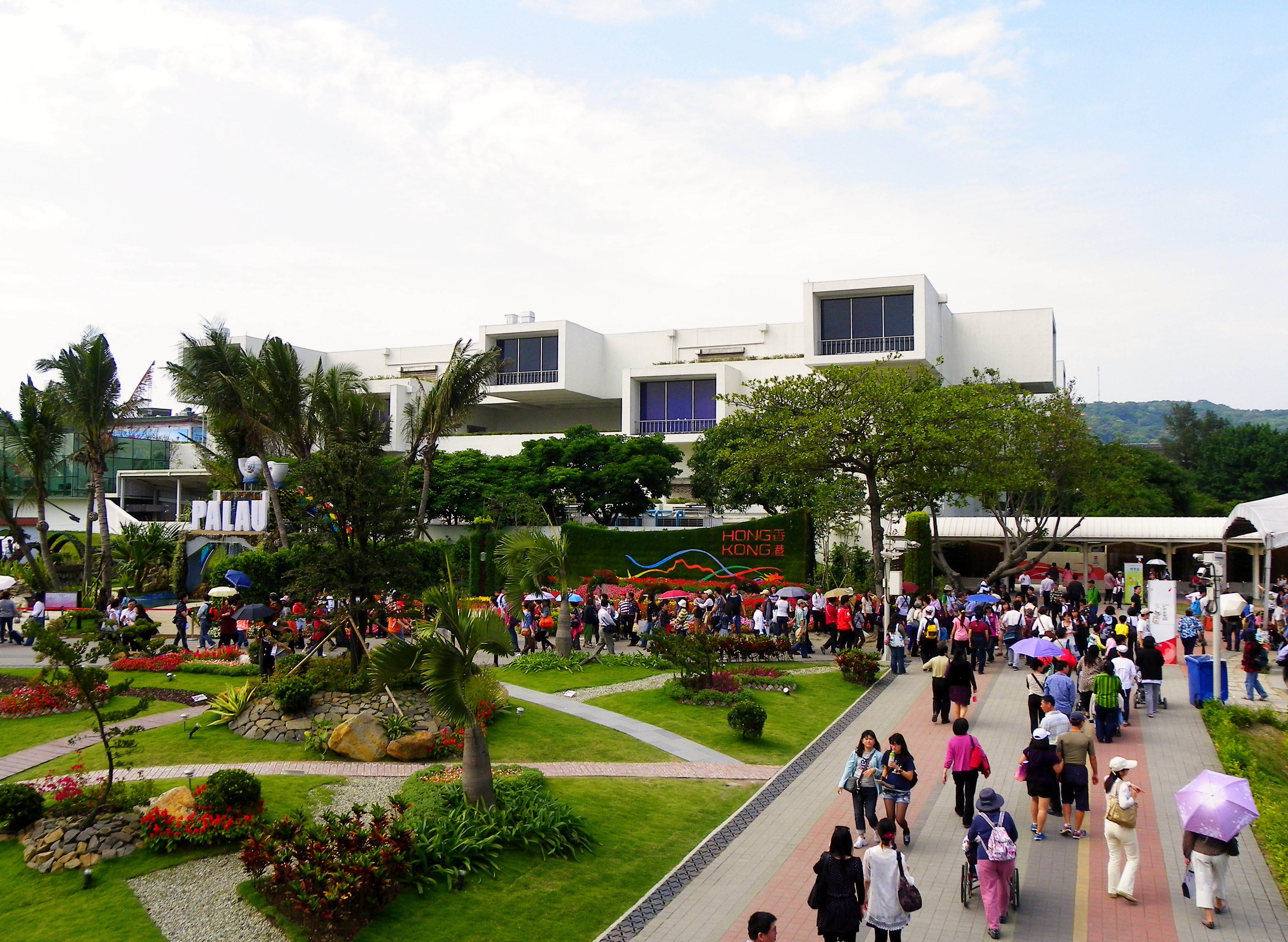
美術館南面(由天橋北望)

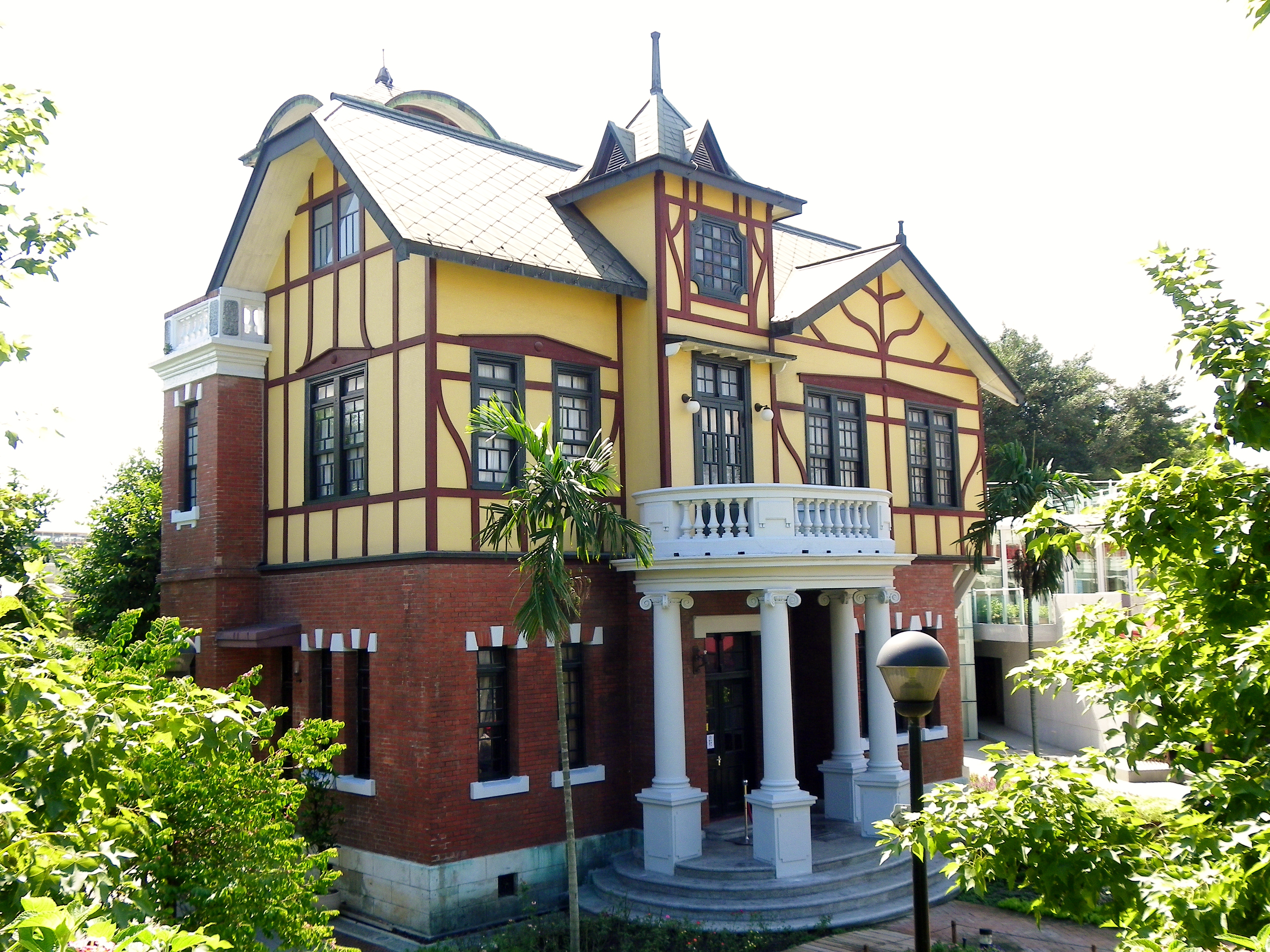
故事館

美術公園區西側隔中山北路與圓山公園區相鄰，共配置一個主題分區為庭區，設置一座出入口和一座公車捷運站點，是四大展區中面積最小的，重點展館有舞蝶館。

#### 庭區

##### 展館
- 舞蝶館
  - 主題口號：花舞.蝶飛.綠生活
  - 展館類別：文化藝術特色
- 風味館
  - 主題口號：花品飄香
  - 展館類別：文化藝術特色
- 美術館
  - 主題口號：美麗與靈感
  - 展館類別：文化藝術特色
- 故事館
  - 主題口號：想像世界
  - 展館類別：文化藝術特色

##### 景觀
- 寰宇庭園區
- 花之隧道

##### 特殊設施
- 迎客坊
- 美術出入口

### 新生公園區

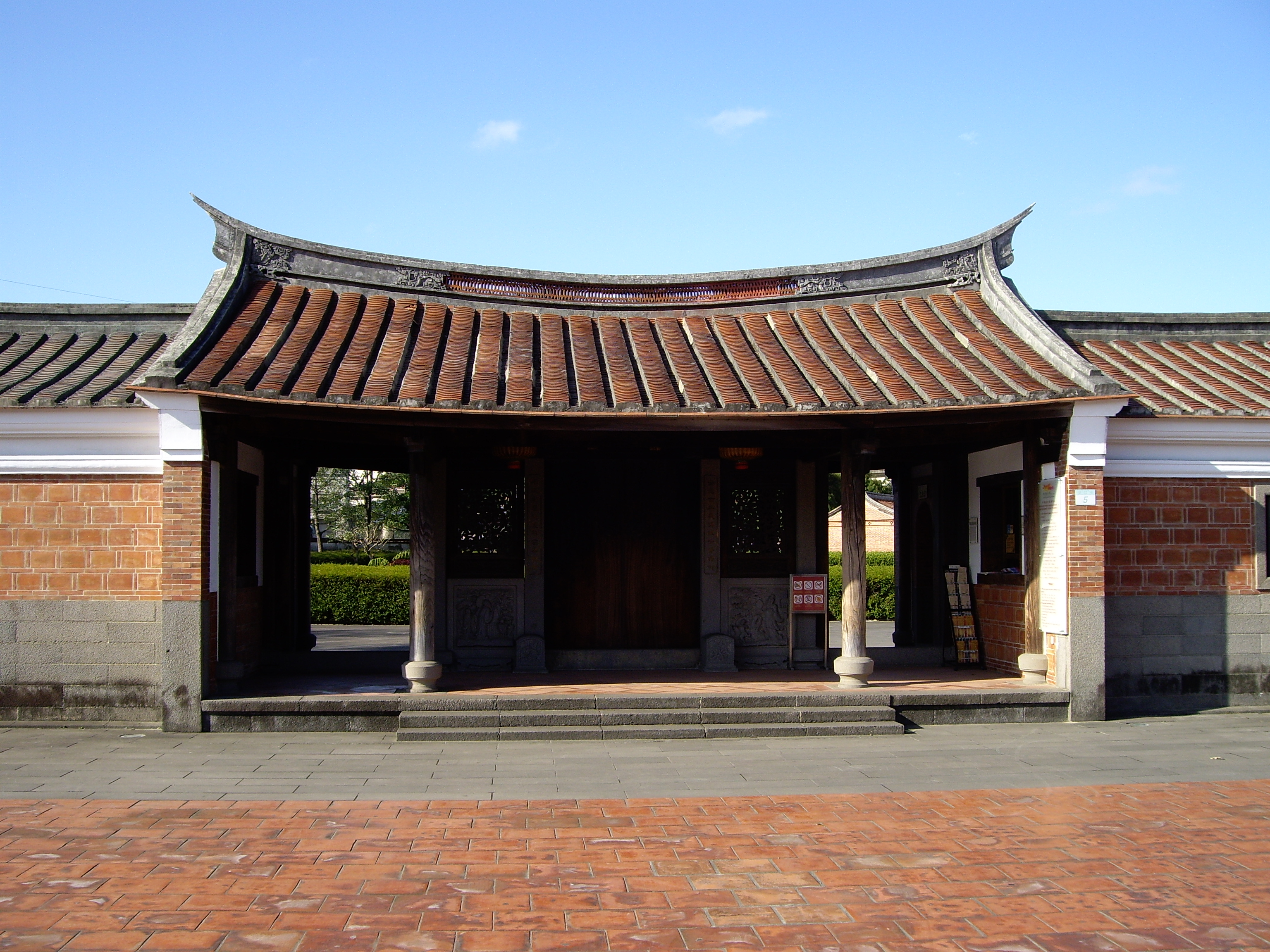
花茶殿大門

新生公園區北側以花之隧道連接美術公園區和大佳河濱公園區，共配置一個主題分區為庭區，設置一座出入口、一座城際接駁公車站和一座公車捷運站點，是四大展區中面積第三大的，重點展館有夢想館、天使生活館。

#### 夢區
本主題區內透過台灣的尖端互動科技、幾米繪本內的花園和藝術家的創意的概念營造出一個充滿夢想的故事，讓參觀的遊客大開眼界，進入一個夢幻的世界，展示出未來人們的生活模式，更向人們傳達出綠色生活的未來想像。本主題區共設置了十七座廁所、三間餐廳、一座醫療中心、一座服務台、五間哺乳室。

##### 展館
- 未來館
  - 主題口號：大自然的未來
  - 展館類別：花卉園藝實力
- 天使生活館
  - 主題口號：彩花、流水、綠生活
  - 展館類別：尖端科技成就
- 夢想館
  - 主題口號：希望、夢想、新視野
  - 展館類別：尖端科技成就
- 養生館
  - 主題口號：養生氧生 百齡花瑞
  - 展館類別：花卉園藝實力

##### 景觀
- 怡情園
- 迷宮花園
- 林下花圃花海區

##### 特殊設施
- 新生轉運站
- 新生出入口
- 花夢廣場

#### 茶區

##### 展館
- 花茶殿
  - 主題口號：花茶美食
  - 展館類別：花卉園藝實力

##### 景觀
- 閩式庭園
- 花之隧道

##### 特殊設施
- 台灣美食區

### 大佳河濱公園區

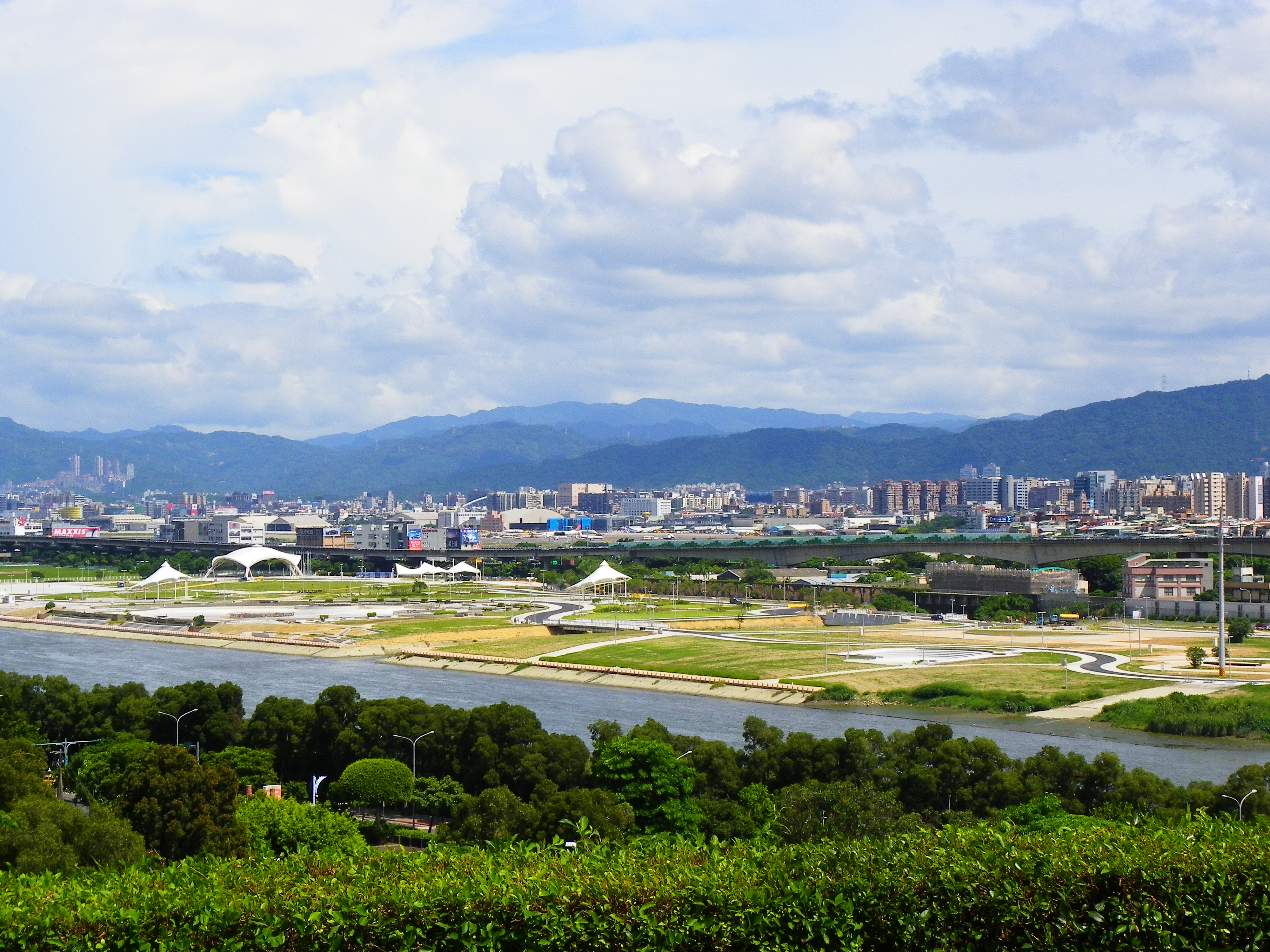
公園鳥瞰(自圓山大飯店麒麟廳前俯望)

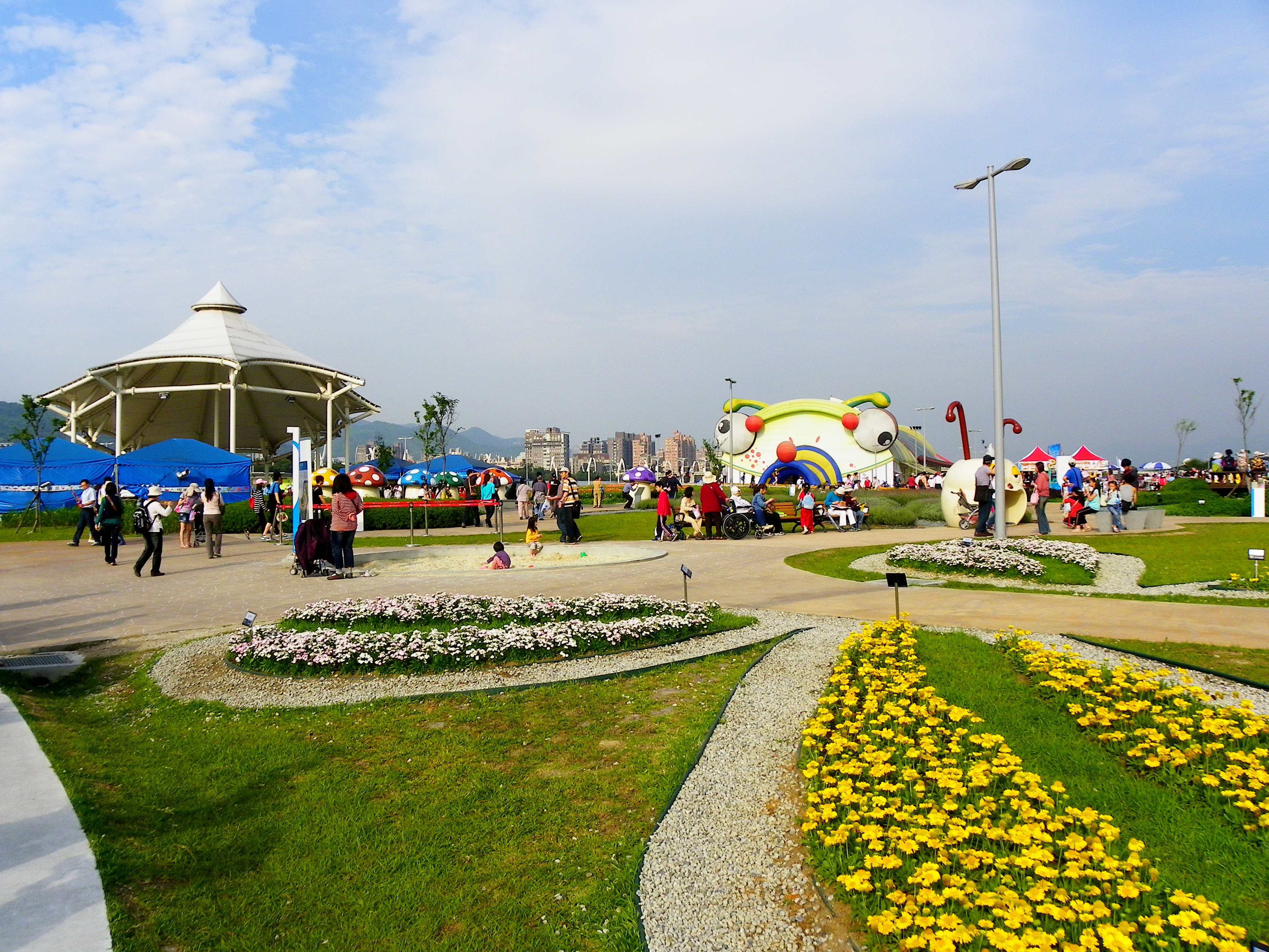
花博期間的大佳河濱公園區。

#### 水區

##### 展館
- 行動巨蛋

##### 景觀
- 大地花海區
- 花圃競賽區
- 花卉景觀佈置區

##### 特殊設施
- 生態劇場（希望噴泉）
- 嘉年華大道
- 大佳碼頭
- 大佳出入口

## 特色活動

### 定期展演
- 嘉年華大道遊行
- 夢想館夢想劇場「躲在世界的角落」
- 舞蝶館機器人香草寶貝互動展演

### 文化展演
| | |
| - 花夢舞台：加拿大科普斯舞團<我愛羊咩咩> - 花夢舞台：展翼合唱團<樂圓花好：綻放的歌謠奇葩> - 花夢舞台：音踏<四季·似藝> - 花夢舞台：黃佳屏<個人花式扯鈴表演> - 行動巨蛋：高雄市立交響管樂團<綠色狂想> - 花夢舞台：樂興之時管絃樂團<親愛的，原來古典音樂這麼簡單> - 行動巨蛋：臺灣管樂團<繽紛花卉 響亮樂音> - 花夢舞台：新象創作劇團<小丑嘉年華> - 花夢舞台：古名伸舞團<即興高照> - 行動巨蛋：特技空間<東方魔幻新馬戲> - 花夢舞台：身聲劇場 無所不擊<環遊嬉戲‧樂鬧大地> - 花夢舞台：小西園掌中劇團<歡欣鼓舞慶花博> - 行動巨蛋：漢霖民俗說唱藝術團<說唱大觀園> - 花夢舞台：楊元慶 WHO極限雜耍表演隊<讓夢轉動> - 行動巨蛋：臺北世紀合唱團<飛揚在風中> - 花夢舞台：法國街頭鋼琴師<法國街頭鋼琴師> - 行動巨蛋：金枝演社劇團<艷光十色台戲大匯串> | - 花夢舞台：呼浪舞團 naniHULA<呼浪藝朵朵> - 花夢廣場：海洋知音爵士樂團<爵士樂聞花間集> - 行動巨蛋：舞蹈空間舞蹈團<史派德奇遇記之八腳伶娜> - 花夢舞台：臺灣管樂團<銅言銅語－臺灣管樂團銅管五重奏> - 行動巨蛋：唐美雲歌仔戲團<大漠胭脂折子、盤絲洞折子> - 花夢舞台：杯子劇團<吉普林的故事劇場> - 行動巨蛋：如果兒童劇團<山中傳奇：世界就是一個圈> - 花夢舞台：琴園國樂團<2010「活力台灣」> - 美術館視聽室、迎客坊：忠義客家歌謠班<客家歌謠合唱> - 美術館視聽室、迎客坊：溫金龍墨客樂團<樂團表演> - 美術館視聽室、迎客坊：田屋八音團<傳統技藝> - 美術館視聽室、迎客坊：羅思容與孤毛頭樂團<樂團表演> - 美術館視聽室：明德客家歌謠班<客家歌謠合唱> - 迎客坊：火燄蟲說唱藝術<傳統技藝> - 行動巨蛋：琴園國樂團<驚艷台灣系列—「迎春納福」篇> - 花夢舞台：邱珮倫 超正舞者團<當蝴蝶戀上花卉> - 迎客坊：徐木珍<專業藝人表演> （尚待安排） |

### 特別慶典
- 2010臺北國際花卉博覽會開幕式在舞蝶館
- 建國一百年跨年晚會「Formosa，向前行！」
- 2010臺北國際花卉博覽會閉幕式在舞蝶館

## 票價資訊
| 類別       | 票種 | 票價（NTD） | 適用對象 |
| ---------- | --- | --- | --- |
| 預售票     | 第一階段預售票 （2009年10月1日 - 2010年3月31日） | 200 | 一般民眾 |
| 預售票     | 第二階段預售票 （2010年4月1日 - 2010年8月31日） | 250 | 一般民眾 |
| 正式營運票 | 全票 | 300 | 一般民眾 |
| 正式營運票 | 學生票 | 200 | 國民中學以上在校學生（須出示學生證） |
| 正式營運票 | 優待票 | 150 | 1、國民小學在校學生 2、孕婦 3、低收入戶 4、六十五歲以上老人（須出示身分證明） 5、身分符合其他優待規定者 |
| 正式營運票 | 下午票 | 200 | 下午1時以後入場者 |
| 正式營運票 | 星光票 | 150 | 下午5時以後入場者 |
| 正式營運票 | 三日票 | 600 | 電子票卡持有者（可在花博會營運期間連續3日入場） |
| 正式營運票 | 全期間票 | 2500 | 電子票卡持有者（可在花博會營運期間不計次數入場，屬記名票卡） |
| 正式營運票 | 團體票 | 180 | 10人以上集體購買者 |
| 紀念套票   | 全票 | 3300 | 一般民眾（每套含12張全票） |
| 免費入場   | 1、6歲以下或身高未滿115公分兒童，由家長陪同。 2、身心障礙者（須持有身心障礙手冊）及其必要陪伴者1名。 3、帶團參觀並持有交通部觀光局核發之導遊證者。 4、各級學校校外教學透過花博預約系統申請之每班帶隊老師2名。 5、持有臺北市政府核發之 志願服務榮譽卡、台北市熱心公益卡者。 6、持有2009臺北聽障奧林匹克運動會票根者。 7、身分符合其他免費規定者。 | 1、6歲以下或身高未滿115公分兒童，由家長陪同。 2、身心障礙者（須持有身心障礙手冊）及其必要陪伴者1名。 3、帶團參觀並持有交通部觀光局核發之導遊證者。 4、各級學校校外教學透過花博預約系統申請之每班帶隊老師2名。 5、持有臺北市政府核發之 志願服務榮譽卡、台北市熱心公益卡者。 6、持有2009臺北聽障奧林匹克運動會票根者。 7、身分符合其他免費規定者。 | 1、6歲以下或身高未滿115公分兒童，由家長陪同。 2、身心障礙者（須持有身心障礙手冊）及其必要陪伴者1名。 3、帶團參觀並持有交通部觀光局核發之導遊證者。 4、各級學校校外教學透過花博預約系統申請之每班帶隊老師2名。 5、持有臺北市政府核發之 志願服務榮譽卡、台北市熱心公益卡者。 6、持有2009臺北聽障奧林匹克運動會票根者。 7、身分符合其他免費規定者。 |

## 交通資訊

### 展區外

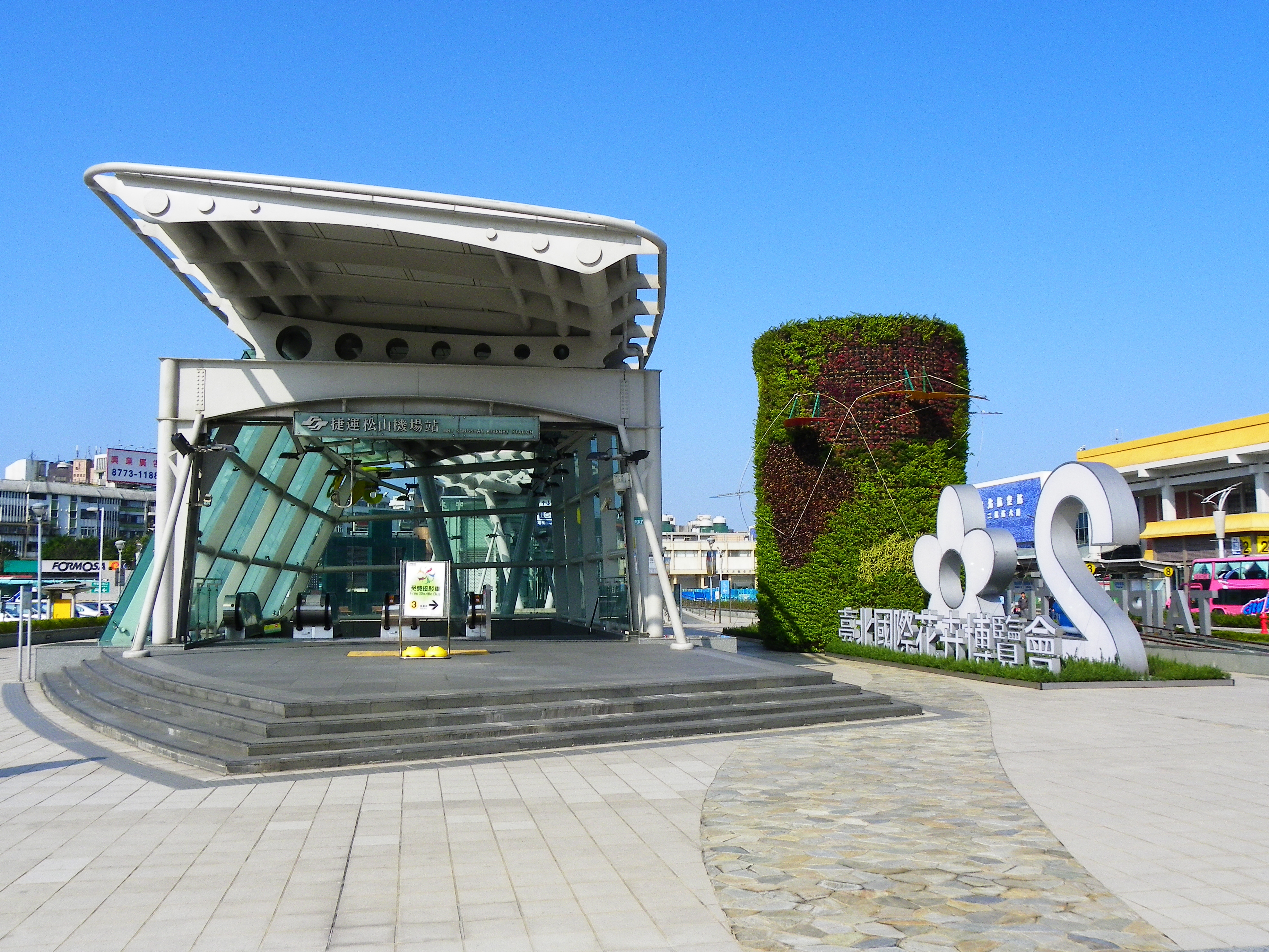
花博期間的捷運松山機場站3號出口。

#### 藍色公路
花博在展區內設置一藍色公路站點—大佳碼頭，由此可單點進出遊河，亦可由此進出園區，來往美堤碼頭和錫口碼頭。

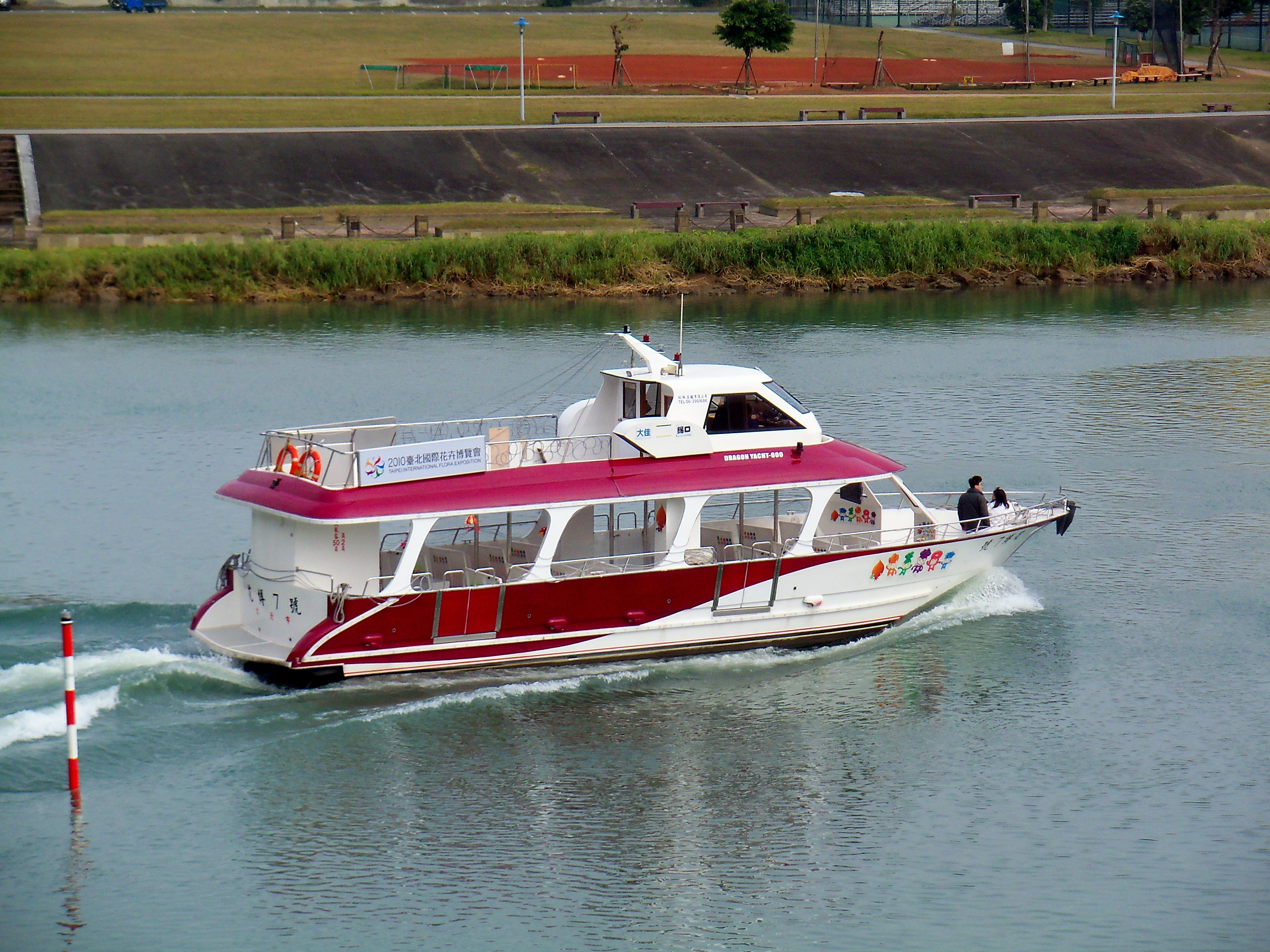
大佳~錫口間溯河而上的花博7號遊艇。

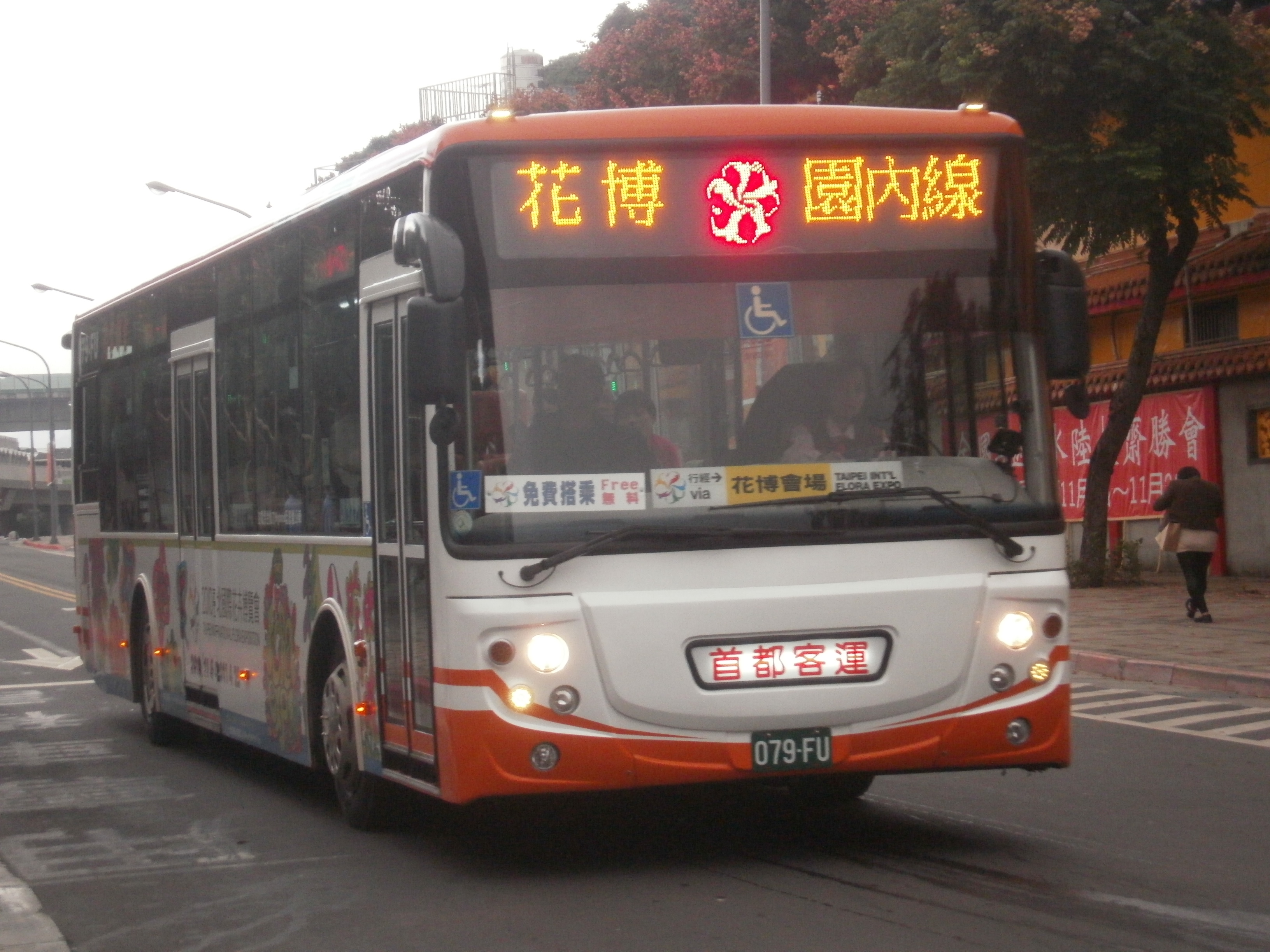
行駛中的花博園內線接駁公車

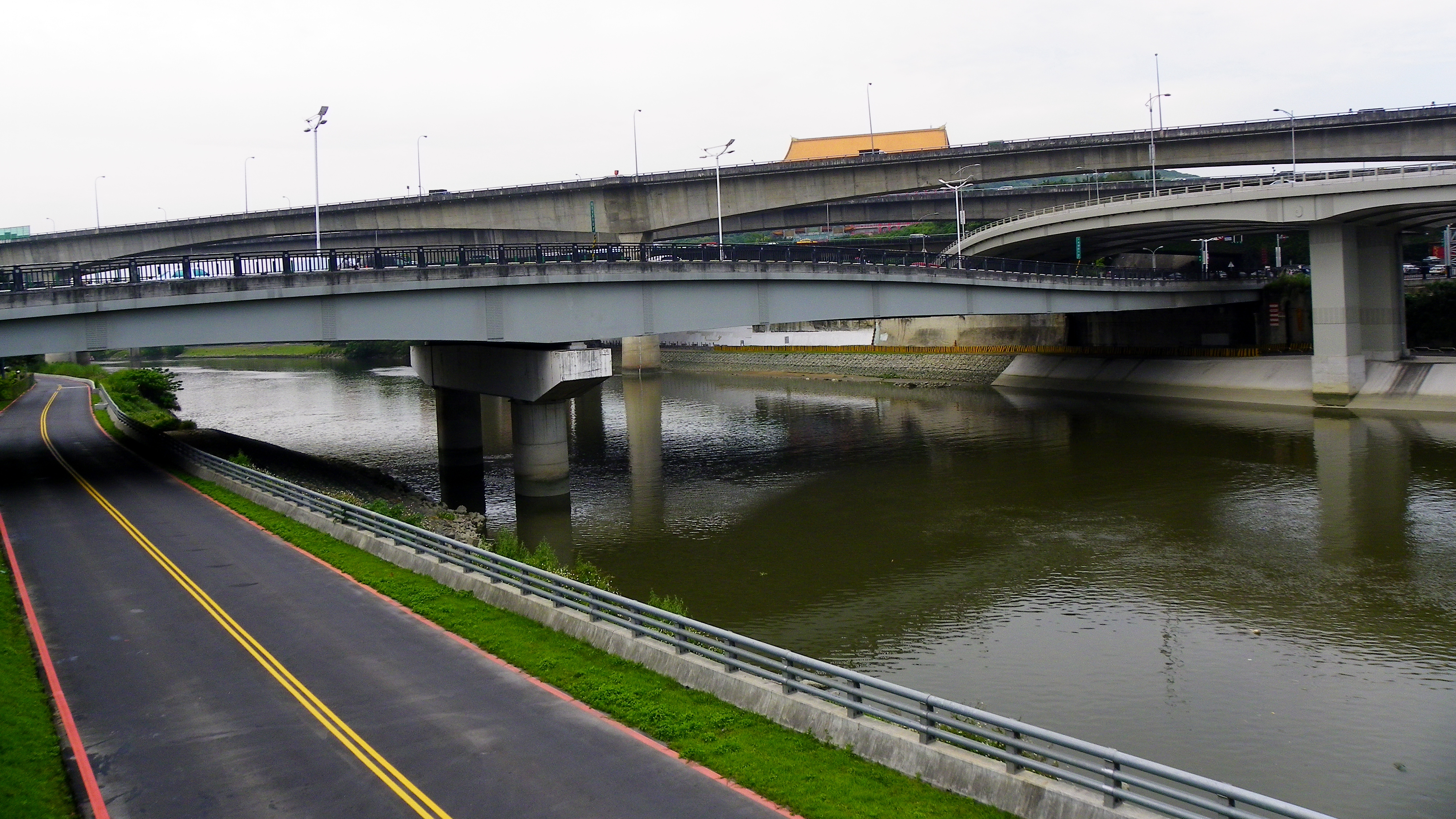
花博園內線車道

| 碼頭名稱              |            | 所在地 | 所在地 | 所在展區       |
| --------------------- | ---------- | ------ | ------ | -------------- |
| 花博藍色公路          |            |        |        |                |
| 大佳碼頭              | Dajia Pier | 台北市 | 中山區 | 大佳河濱公園區 |
| →往美堤碼頭、錫口碼頭 |            |        |        |                |

#### 園區內的電動車
- 納智捷電動車：屬於園區內載客用環保電動汽車。

- 大佳園區遊園車：位於大佳展區內，提供遊客在大佳展區內遊園觀賞用，票價新台幣40元。

- 中國電器工程車：位於大佳展區，維護人員使用。

- 公務用電動車：屬於貴賓或公務用專車。

- 醫療用電動車：醫療用途專用。

- 環保電動機車：屬於保全、醫療用途專用。

- 電動垃圾收集車：屬於環境清潔所使用的電動垃圾收集車。

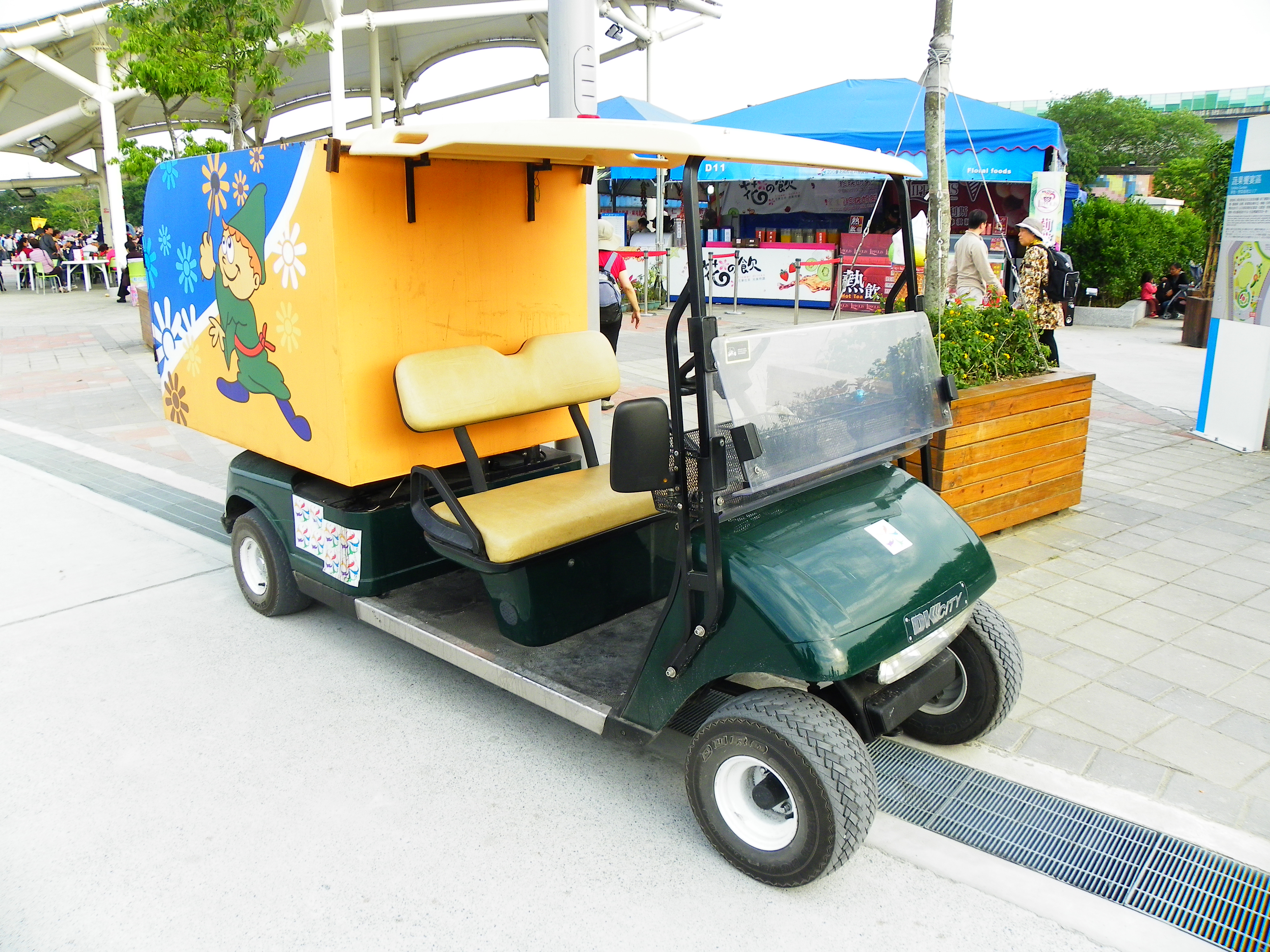
垃圾收集車車身
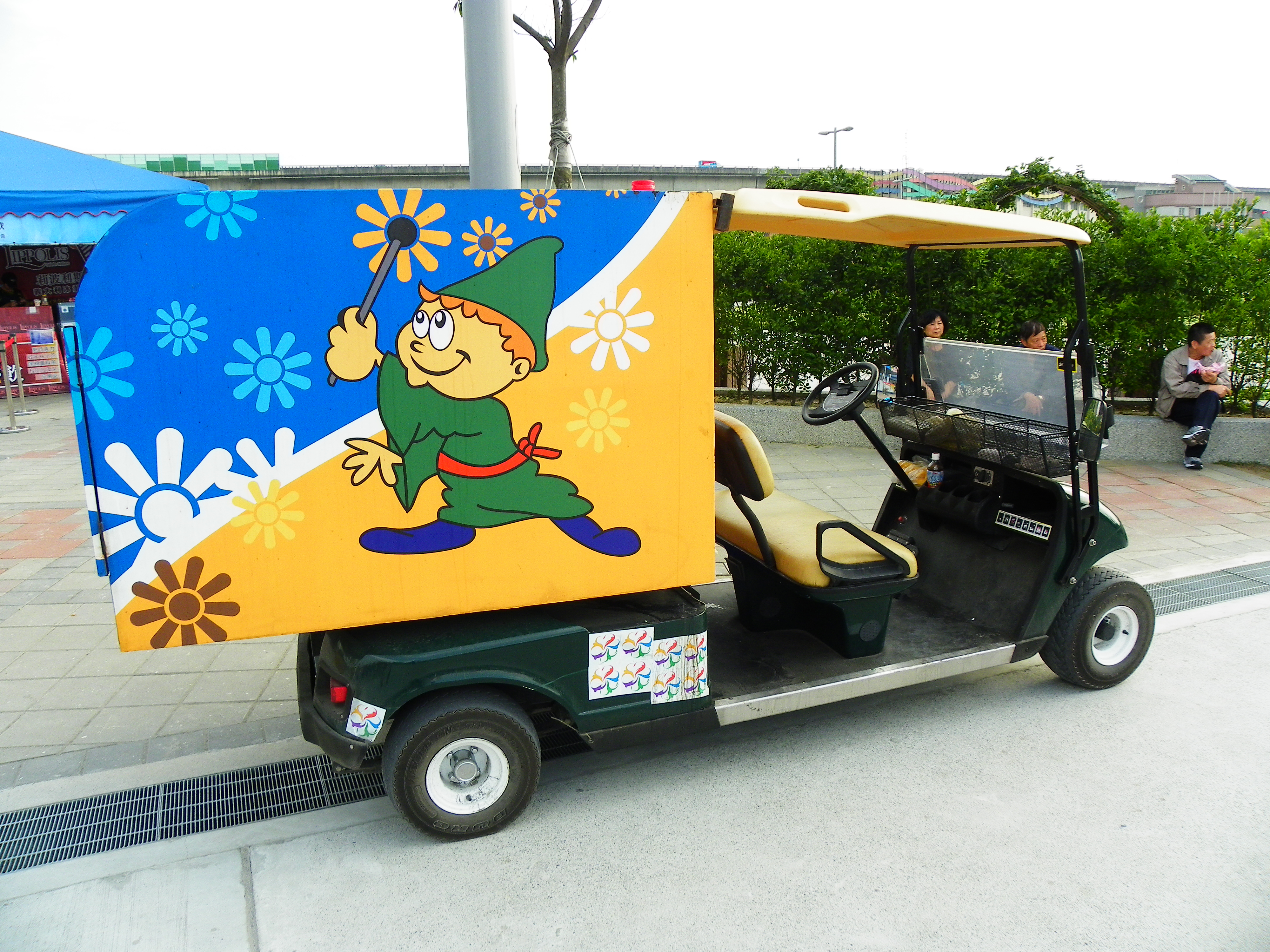
垃圾收集車側面

### 展區外

#### 
- 淡水信義線
  - 圓山站（緊鄰花博G1圓山公園出入口）
  - 劍潭站（搭乘花博2號線抵達G1圓山公園出入口）
- 中和新蘆線
  - 中山國小站（步行10分鐘可抵達花博G3美術公園出入口或G4新生公園出入口）
  - 民權西路站（搭乘花博2號線抵達花博G1圓山公園出入口）
- 文湖線
  - 松山機場站、中山國中站（搭乘花博1號線至花博G4新生公園出入口、G3美術公園出入口、G1圓山公園出入口）
  - 劍南路站、大直站（搭乘花博5號線至花博G5大佳河濱公園出入口或美堤碼頭花博水岸出入口）

#### 市區公車
只要是車頭貼有之標示的市區公車路線，皆可以到達花博展區周邊站牌。有4個抵達區域，分別如下：
- 圓山公園展區：捷運圓山站、明倫高中、就業服務中心、庫倫街口
- 美術公園展區：臺北市立美術館、大同大學
- 新生公園展區：新生公園、吉林路底
- 大佳河濱公園展區：大佳國小

#### 藍色公路
花博在基隆河上的藍色公路將在展區內設置一個站點--大佳碼頭站，可以提供遊客另一種觀賞、遊完花博的方法，亦可藉由藍色公路從位於大直商圈的美堤碼頭和饒河街夜市旁的錫口碼頭由水上入口進入花博展區，在花博期間，藍色公路兩側將會設置大型河堤藝術光雕，提升基隆河夜景的美感。
| 碼頭名稱     |            | 所在地 | 所在地 | 所在地區   |
| ------------ | ---------- | ------ | ------ | ---------- |
| 花博藍色公路 |            |        |        |            |
| 錫口碼頭     | Xikou Pier | 台北市 | 松山區 | 松山舊市區 |
| 美堤碼頭     | Meiti Pier | 台北市 | 中山區 | 大直       |
| →往大佳碼頭  |            |        |        |            |

#### 國道客運
至圓山公園及新生公園展區：
- 重慶北路－花博免費接駁公車
- 松江路、承德路－步行至會場約10分鐘
- 圓山交通廣場－即達圓山公園展區酒泉街主要出入口
- 新生轉運站－即達新生公園展區出入口

#### 遊覽車
至大佳河濱公園展區：
- 遊覽車停車場至會場入口步行約5分鐘

#### 自行開車
外縣市由國道1號、國道3號、國道5號開車進入臺北市，經各交流道下市區道路，抵達花博會場周邊備有的大直停車場區、內湖停車場區及士林停車場區，停妥愛車後，轉搭免費展場接駁專車至花博會場。

#### 機場
- 桃園國際機場：
  - A、搭乘國道客運至臺北車站，再轉乘捷運淡水線至圓山站下車即達花博會場入口。
  - B、先搭乘接駁車至高鐵桃園站，轉乘高鐵至臺北站下車，再轉乘捷運淡水線至圓山站下車即達花博會場入口。
  - C、搭乘國道客運至花博會場周邊道路下車，再步行至花博會場入口。
- 台北松山機場：搭乘花博專車直達花博展區會場入口。
- 高雄小港機場：搭乘高雄捷運紅線至左營站換乘高鐵，至高鐵台北站下車，再轉乘台北捷運淡水線至圓山站下車即達花博會場入口。

## 花博之最與榮譽
| | |
| - 即便在室外展場，也是吸菸區以外全面禁菸，對拒菸權的保障為世界第一流。 - 全世界第一個博覽會在市中心、公園內、水岸邊舉辦。 - 花博夢想館將展示十七項專利技術和五項世界第一的尖端科技，分別是： - 全球首創、尺寸最小的超高頻RFID技術 - 世界級領先技術的超薄軟性紙喇叭 - 全球最大彎曲度的電控液晶玻璃 - 全球最大65吋直立式裸眼立體顯示器 - 世界第一個將UWB應用在非接觸生理互動技術。 - 花博夢想館中工研院研發的「超薄軟性紙喇叭」榮獲華爾街日報的全球科技創新獎。 - 花博流行館的建築體擁有四項臺灣之最，分別為： - 台灣擁有建照之最綠建築 - 台灣歷史上，最輕巧之鋼構公共建築設施 - 百分之百臺灣在地生產之建材 - 台灣首座非使用機電之室內冷卻系統 - 花博園區內80%花卉為台灣自行種植。 | - 花博流行館的建築體擁有七項世界之最，分別為： - 全球唯一百分百再生產品（100%PET建材） - 全球唯一使用預力模組系統來增強建築物側向抗壓力 - 全球最堅固而輕巧的半透明帷幕牆系統 - 全球首創結合帷幕牆系統與太陽能供電之LED燈光效果 - 全球首座「碳中和」建築 - 全球最環保建築，並符合國際LEED白金認證標準 - 全球唯一可於現場生產製造之建築材料 - 花博流行館從研發到建造100%由台灣人策畫。 - 花博生活館、夢想館、未來館為全球第一的鑽石級綠建築。 - 花博營運期間共規劃6000多場藝文活動展演，為台灣的博覽會歷史上最多的一次。 - 花博園區最大的展館為位於大佳河濱公園的行動巨蛋。 - 台灣首次研發的導覽機器人香草寶貝將於花博園區內與遊客進行互動活動。 - 花博園區內的BRT系統（公車捷運）為台北第一條BRT營運路線，也是台灣第一次引進的油電混合低底盤公車，由首都客運負責營運。 |

### 重要紀錄
臺北花博是亞洲第七個主辦城市經AIPH正式授權舉辦的國際園藝博覽會，是台灣有史以來最大型的國際會展，不僅是臺灣整體科技、機械生活化的實力再次呈現，更重要的是全部為台灣製造，道盡台灣花卉、園藝、環保、藝文、建築、照明之美。
臺北國際花卉博覽會可望締造多項紀錄，包括：
| | |
| - 會期中將舉辦蘭花特展，展出蘭花品種超過1000種，展出規模創紀錄 - 7000場次藝文表演，為AIPH歷年來國際花博會中質量最高的 - 唯一結合水岸與城市、公園均有入口的花卉博覽會 - 廣達91.8公頃展示場區，展區一共使用植栽量達3000萬株，1,600種種類、3,300品種花卉植栽，且九成以上花卉為臺灣生產 - 第一階段售票比例世界第一 | - 從規劃、設計、施工、營運，都是由臺灣自行進行，從頭到尾都是MIT台灣製造 - 生活館、夢想館、未來館組成的新生三館，已獲得臺灣國內的建築首獎、臺北市政府的國家卓越獎肯定 - 首創152萬個回收寶特瓶搭建的綠建築流行館－環生方舟 - 臺灣人獨立研發的綠能水陸兩用車首度亮相 - 招募超過3萬名志工參與，創下台灣大型活動志工參與紀錄 |

## 大事記
- 2007年 8月：完成概念計劃，並經「2010臺北國際花卉博覽會指導委員會」核定。[6]
- 2007年11月：完成基本計劃及部分綱要計劃。
- 2008年 7月：完成綱要計劃及初期會場建設計劃。
- 2008年12月30日：新生公園區、美術公園區展館工程及跨越圓山抽水站便橋工程開工。[7]
- 2009年11月：完成營運管理計劃。
- 2010年 4月：完成會後發展計劃。
- 2010年 6月：工程完工進行試運轉。
- 2010年 9月：試營運開幕。
- 2010年11月6日:2010臺北國際花卉博覽會開幕。
- 2011年4月25日:2010臺北國際花卉博覽會閉幕，當天入場遊客12萬3521人。博覽會期間累計入場人數896萬3666人，平均每日入場人數約5萬2000餘人。[8]
- 2011年4月26日 - 5月1日：舉行花博感恩周，開放服務志工、園內外工作人員、北市府員工等憑特製入園券對號入園。感恩周期間除舞蝶館、行動巨蛋與大佳公園輕食區停止開放外，其他場館維持展示。[8]
- 2011年5月2日 - ：花博園區封園整修，花海區也會陸續移除，更換為灌木或觀葉植物。14個場館除流行館外，其餘都將保留，規畫為花博紀念園區。[8]

## 爭議
- 吉祥物疑似抄襲福娃

2008年，臺北市市議員李文英表示，福娃曾被畫迷質疑構圖抄襲日本漫畫「Keroro軍曹」，而臺北花博會花精靈的作品竟然繼續還選出設計概念如此相似的作品。
- 花博花卉價格採購弊端

新工處配合花博，在新生高架橋下種南美蟛蜞菊，一株要價新台幣300元，是公園處報價的30倍；而其餘的各種花也都比市價高出數倍不等的價位。臺北市政府於2010年8月26日懲處兩名新工處官員，並指無貪瀆問題，並依背信罪嫌，將廠商昭淩顧問公司移送偵辦。不過民進黨議員指出，花博工程的採買花卉及許多產品的價格高出市價數倍，其中疑有弊端，於同日上午前往台北地檢署，遞狀控告台北市長郝龍斌涉嫌瀆職、圖利等罪。但由於花博展期較長，展品需定期更換，因此相同展品可能需要大量的備品更換使用。
- 動員跳花博舞

另外《蘋果日報》也報導疑似強迫學生跳花博舞的情況，市府回應是自由參加，但仍有家長反應學生沒有拒絕的自由。
- 圓山遺址受到破壞

中研院史語所學者劉益昌確認，有3千多年歷史的圓山遺址因花博工程而遭破壞。
- 派遣工資遣爭議

某位花博新生公園區未來館導覽員向台北市政府勞工局申訴，「在2010年10月25日與花博派遣人力公司(人才天下)簽約，並已工作四天，原訂於11月1日至5日職訓，但於10月31日晚上十點突然接到簡訊，花博主任認為該導覽員不適合該工作，而請該導覽員無須再到花博辦公室報到。」該導覽員因而欲請求「資遣費」及「預告期間工資」。
之後在2010年11月12日進行勞資爭議協調會議，該導覽員將請求事項變更為「回復工作權」。人才天下則主張：「經用人單位現場實地教育訓練及現場主管測試考核後，認為無法勝任此導覽工作，因此於99年10月31日告知勞方解除勞動契約。」因此最後該勞資爭議協調不成立。
該導覽員遂向法律扶助基金會請求法律扶助，並向法院提起確認僱傭關係存在之訴，主張其「尚未完成全部的教育訓練，即被認定為對於該工作不適任，顯不合理。」「又勞基法第11條第5 款之勞工是否勝任『非由要派單位決定，派遣公司主張要派單位稱原告不夠活潑，即片面終止，兩造僱傭關係，顯然違法，應屬無效」。 
台北地方法院民事簡易庭於2011年8月31日做成判決，認為雙方所簽訂的勞雇契約已成立，惟人才天下派遣公司之解雇並未違法，法院認為：「教育訓練期間宜認為具有類同約定試用期之效果，使雇主於該期間內評量考核勞工不適格為由行使所保留之解僱權。」因此判決原告之訴駁回。
- 中山足球場事件

中山足球場為設立爭艷館而被迫封館，導致台灣喪失2008年亞洲挑戰盃足球賽主辦權，甚至面臨國際禁賽處分，亦遭到足協公開反對；而場地於花博結束後被改為台灣精品展示館，而非原先承諾之返還場地，使足球界人士更為不滿。（页面存档备份，存于）

## 外部連結
- （英文）國際園藝家協會（AIPH）（页面存档备份，存于）
- YouTube - 台北花博閉幕煙火 2011年（页面存档备份，存于）

| 前任： 2009年安眠島國際園藝博覽會 | 2010年臺北國際花卉博覽會 | 繼任： 2011年西安世界園藝博覽會 |